# Germán Sánchez Barahona
Germán Sánchez Barahona (San Fernando, Cádiz, 12 de diciembre de 1986), conocido como Germán, es un futbolista español. Juega como defensa y su equipo es el extinto San Fernando C. D. de la Tercera Federación. Actualmente, es ayudante técnico en el C.D. San Fernando 1940. Es hermano del exfutbolista Servando Sánchez.

## Trayectoria
Comenzó jugando en las categorías inferiores del antiguo C. D. San Fernando, llegando al Cádiz Club de Fútbol "B" en la 2007-08 y marchando cedido al conjunto isleño una temporada más tarde. Tras dos años enrolado en el filial cadista volvía a su tierra, pero esta vez para firmar por el nuevo San Fernando C. D., donde se consolidó como futbolista.
Tras una temporada en la U. E. Olot, firmó con el C. D. Tenerife. Del conjunto insular se marchó al Granada C. F. en 2017. Allí permaneció cinco años en los que disputó 168 partidos, logró un ascenso a Primera División y participó en la Liga Europa de la UEFA, además de ser uno de los capitanes en sus últimas campañas.
El 4 de agosto de 2022 firmó con el Real Racing Club de Santander hasta el 30 de junio de 2024. Llegado ese momento quedó libre al expirar su contrato y volvió al San Fernando C. D. para la temporada 2024-25.

## Estadísticas

### Clubes
Actualizado al último partido disputado el 2 de junio de 2024.
| Club                         | Div.          | Temporada     | Liga  | Liga  | Copas nacionales | Copas nacionales | Copas internacionales | Copas internacionales | Total | Total |
| Club                         | Div.          | Temporada     | Part. | Goles | Part.            | Goles            | Part.                 | Goles                 | Part. | Goles |
| ---------------------------- | ------------- | ------------- | ----- | ----- | ---------------- | ---------------- | --------------------- | --------------------- | ----- | ----- |
| C. D. San Fernando · España  | 3.ª           | 2006-07       | 3     | 0     | —                | —                | —                     | —                     | 3     | 0     |
| Cádiz C. F. "B" · España     | 3.ª           | 2007-08       | 31    | 6     | —                | —                | —                     | —                     | 31    | 6     |
| C. D. San Fernando · España  | 2.ª B         | 2008-09       | 25    | 0     | 2                | 0                | —                     | —                     | 27    | 0     |
| C. D. San Fernando · España  | Total club    | Total club    | 28    | 0     | 2                | 0                | 0                     | 0                     | 30    | 0     |
| Cádiz C. F. "B" · España     | 3.ª           | 2009-10       | 34    | 6     | —                | —                | —                     | —                     | 0     | 0     |
| Cádiz C. F. "B" · España     | Total club    | Total club    | 65    | 12    | 0                | 0                | 0                     | 0                     | 65    | 12    |
| Cádiz C. F. · España         | 2.ª B         | 2010-11       | 0     | 0     | 2                | 0                | —                     | —                     | 2     | 0     |
| Cádiz C. F. · España         | Total club    | Total club    | 0     | 0     | 2                | 0                | 0                     | 0                     | 2     | 0     |
| San Fernando C. D. · España  | 3.ª           | 2010-11       | 18    | 1     | —                | —                | —                     | —                     | 18    | 1     |
| San Fernando C. D. · España  | 3.ª           | 2011-12       | 42    | 5     | —                | —                | —                     | —                     | 42    | 5     |
| San Fernando C. D. · España  | 2.ª B         | 2012-13       | 32    | 4     | —                | —                | —                     | —                     | 32    | 4     |
| San Fernando C. D. · España  | 2.ª B         | 2013-14       | 32    | 3     | 2                | 0                | —                     | —                     | 34    | 3     |
| U. E. Olot · España          | 2.ª B         | 2014-15       | 36    | 4     | —                | —                | —                     | —                     | 36    | 4     |
| U. E. Olot · España          | Total club    | Total club    | 36    | 4     | 0                | 0                | 0                     | 0                     | 36    | 4     |
| C. D. Tenerife · España      | 2.ª           | 2015-16       | 27    | 1     | 0                | 0                | —                     | —                     | 27    | 1     |
| C. D. Tenerife · España      | 2.ª           | 2016-17       | 32    | 1     | 2                | 1                | —                     | —                     | 34    | 2     |
| C. D. Tenerife · España      | Total club    | Total club    | 59    | 2     | 2                | 1                | 0                     | 0                     | 61    | 3     |
| Granada C. F. · España       | 2.ª           | 2017-18       | 14    | 1     | 0                | 0                | —                     | —                     | 14    | 1     |
| Granada C. F. · España       | 2.ª           | 2018-19       | 38    | 1     | 0                | 0                | —                     | —                     | 38    | 1     |
| Granada C. F. · España       | 1.ª           | 2019-20       | 28    | 2     | 5                | 1                | —                     | —                     | 33    | 3     |
| Granada C. F. · España       | 1.ª           | 2020-21       | 34    | 3     | 3                | 1                | 13                    | 0                     | 50    | 4     |
| Granada C. F. · España       | 1.ª           | 2021-22       | 32    | 2     | 1                | 0                | —                     | —                     | 33    | 2     |
| Granada C. F. · España       | Total club    | Total club    | 146   | 9     | 9                | 2                | 13                    | 0                     | 168   | 11    |
| Racing de Santander · España | 2.ª           | 2022-23       | 21    | 1     | 1                | 0                | —                     | —                     | 22    | 1     |
| Racing de Santander · España | 2.ª           | 2023-24       | 33    | 1     | 0                | 0                | —                     | —                     | 33    | 1     |
| Racing de Santander · España | Total club    | Total club    | 54    | 2     | 1                | 0                | 0                     | 0                     | 55    | 2     |
| San Fernando C. D. · España  | 2.ª F         | 2024-25       | 0     | 0     | —                | —                | —                     | —                     | 0     | 0     |
| San Fernando C. D. · España  | Total club    | Total club    | 124   | 13    | 2                | 0                | 0                     | 0                     | 126   | 13    |
| Total carrera                | Total carrera | Total carrera | 512   | 42    | 18               | 3                | 13                    | 0                     | 543   | 45    |
| 1. 2.                        |               |               |       |       |                  |                  |                       |                       |       |       |